# باول هانسون
باول هانسون (بالإنجليزية: Paul Hanson)‏ هو عازف قيثارة أمريكي، ولد في 17 يناير 1957.

## وصلات خارجية
- الموقع الرسمي
- باول هانسون على موقع IMDb (الإنجليزية)
- باول هانسون على موقع قاعدة بيانات الفيلم (الإنجليزية)